# L. M. Shaw

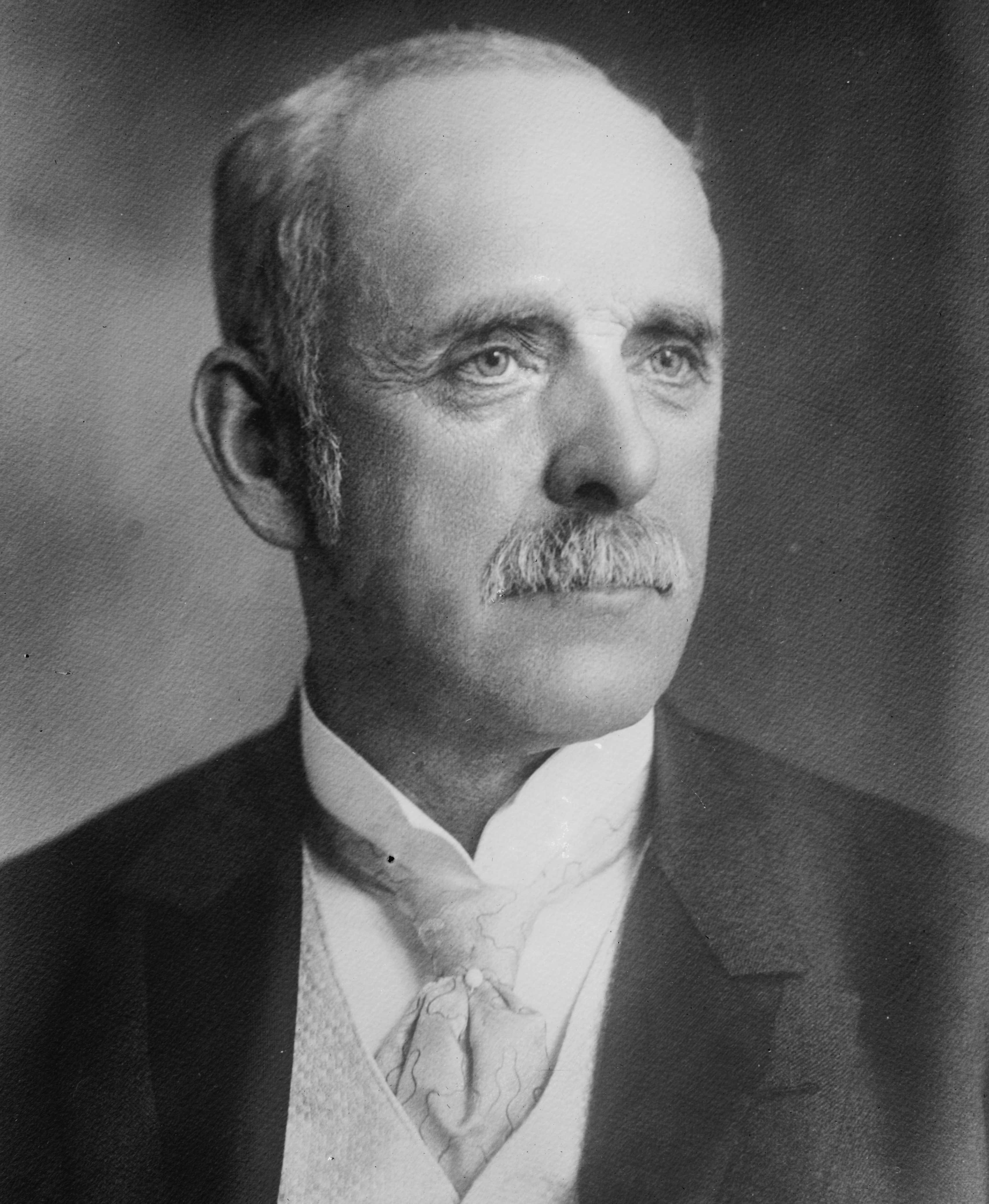
L. M. Shaw

Leslie Mortier (L. M.) Shaw (* 2. November 1848 in Morristown, Lamoille County, Vermont; † 28. März 1932 in Washington, D.C.) war ein US-amerikanischer Geschäftsmann sowie Politiker in der Republikanischen Partei. In seiner politischen Karriere war er der 17. Gouverneur von Iowa und Finanzminister der Vereinigten Staaten.

## Studium und berufliche Laufbahn
L. M. Shaw war der Sohn eines Landwirts und absolvierte zunächst ein Studium am Cornell College in Mount Vernon, Iowa. Nach dem dortigen Studienabschluss folgte von 1874 bis 1876 ein Studium der Rechtswissenschaften am Law College der University of Iowa in Des Moines. Anschließend wurde er als Rechtsanwalt in Denison zugelassen. Dort wurde er zum Gründer der örtlichen Bank sowie des dortigen Normal and Business College. Shaw war außerdem als methodistischer Laienprediger tätig.

## Politische Laufbahn

### Gouverneur von Iowa

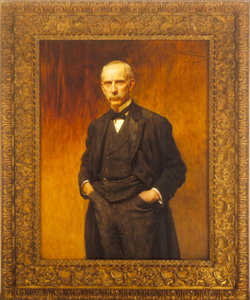
Porträt von L. M. Shaw im Finanzministerium

Seine politische Laufbahn begann Shaw 1897 mit einer erfolgreichen Kandidatur als Gouverneur von Iowa. Dabei gewann er die erste Wahl als unbekannte Größe aus einem größeren Kandidatenkreis mit nur 7,5 Prozent der Stimmen. Er vollendete vom 13. Januar 1898 bis zum 16. Januar 1902 zwei vollständige Amtszeiten.

### Finanzminister und Bewerbung als Präsidentschaftskandidat
Am 1. Februar 1902 wurde Shaw von Präsident Theodore Roosevelt als Nachfolger von Finanzminister Lyman J. Gage in dessen Kabinett berufen. Seine Ernennung erfolgte zum einen wegen seines Eintretens für den so genannten Goldstandard sowie zum anderen wegen seiner Unterstützung von Roosevelt im Präsidentschaftswahlkampf 1900. Teilweise geschah dies aber wohl auch aus dem Grund, dass Roosevelt in ihm einen potentiellen politischen Rivalen sah. Wie sein Vorgänger glaubte auch er daran, dass der Geldmarkt in Krisenzeiten durch die Einführung von staatlichen Anlagefonds stabilisiert werden sollte.
Am 4. März 1907 trat Shaw als Finanzminister zurück und wurde durch George B. Cortelyou abgelöst.
1908 bewarb er sich erfolglos auf der Republican National Convention in Chicago um die Nominierung als Präsidentschaftskandidat der Republikaner bei der Präsidentschaftswahl dieses Jahres. Shaw unterlag bei der parteiinternen Nominierung dem bisherigen Kriegsminister William Howard Taft, der anschließend auch zum Präsidenten gewählt wurde.

## Weiteres Leben und Tod
Nach seiner Niederlage im Präsidentschaftswahlkampf zog Shaw sich aus dem politischen Leben zurück und war als Bankier in New York City tätig. Daneben war er zeitweise unter anderem auch Präsident der Carnegie Trust Company. Er starb 1932 im Alter von 83 Jahren in Washington und wurde in Denison beigesetzt.